# Episodi di Chiami il mio agente! (seconda stagione)
La seconda stagione della serie televisiva Chiami il mio agente!, composta da sei episodi, è stata trasmessa in prima visione in Francia dal canale France 2 dal 19 aprile al 10 maggio 2017. In Italia è stata interamente pubblicata il 4 gennaio 2019 sulla piattaforma di streaming on demand Netflix.
| nº | Titolo originale  | Titolo italiano  | Prima TV Francia | Pubblicazione Italia |
| -- | ----------------- | ---------------- | ---------------- | -------------------- |
| 1  | Virginie et Ramzy | Virginie e Ramzy | 19 aprile 2017   | 4 gennaio 2019       |
| 2  | Fabrice Luchini   | Fabrice Luchini  | 19 aprile 2017   | 4 gennaio 2019       |
| 3  | Norman            | Norman           | 26 aprile 2017   | 4 gennaio 2019       |
| 4  | Isabelle          | Isabelle         | 26 aprile 2017   | 4 gennaio 2019       |
| 5  | Guy               | Guy              | 10 maggio 2017   | 4 gennaio 2019       |
| 6  | Juliette          | Juliette         | 10 maggio 2017   | 4 gennaio 2019       |

## Virginie e Ramzy
- Titolo originale: Virgine et Ramzy
- Diretto da: Laurent Tirard
- Scritto da: Fanny Herrero, Sabrina B. Karine, Anaïs Carpita, Benjamin Dupas

### Trama
- Guest star: Virginie Efira, Michel Drucker, Ramzy Bedia

## Fabrice Luchini
- Titolo originale: Fabrice Luchini
- Diretto da: Laurent Tirard
- Scritto da: Fanny Herrero, Sabrina B. Karine, Anaïs Carpita

### Trama
- Guest star: Fabrice Luchini e Christopher Lambert

## Norman
- Titolo originale: Norman
- Diretto da: Antoine Garceau
- Scritto da: Fanny Herrero, Cécile Ducrocq

### Trama
- Guest star: Julien Doré, Norman Thavaud e Aymeline Valade

## Isabelle
- Titolo originale: Isabelle
- Diretto da: Jeanne Herry
- Scritto da: Fanny Herrero, Eliane Montane

### Trama
- Guest star: Isabelle Adjani e Julien Doré

## Guy
- Titolo originale: Guy
- Diretto da: Antoine Garceau
- Scritto da: Fanny Herrero, Benjamin Dupas

### Trama
- Guest star: Guy Marchand

## Juliette
- Titolo originale: Juliette
- Diretto da: Jeanne Herry
- Scritto da: Fanny Herrero, Eliane Montane, Camille Pouzol, Jeanne Herry

### Trama
- Guest star: Juliette Binoche